# Špinut
Špinut – dzielnica Splitu, drugiego co do wielkości miasta Chorwacji. Zlokalizowana jest w północno-zachodniej części miasta, ma 8 788 mieszkańców i 1,21 km² powierzchni.
Znajduje się tu stadion Poljud, na którym rozgrywa swoje mecze Hajduk Split.
Na terenie dzielnicy znajdują się kilka przystani jachtowych (sportska lučica): Spinut, Split, Marjan, Mornar, Poljud.
Obszar dzielnicy Špinut ograniczają:
- od północnego zachodu – Morze Adriatyckie,
- od wschodu – ulica Zrinsko-Frankopanska,
- od południa – ulice Antuna Gustava Matoša, Nazorov prilaz, put sv. Mande, šetalište M. Tartaglie.

Dzielnice sąsiadujące z dzielnicą Špinut:
- od wschodu – Lovret,
- od południa – Varoš.